# Scolopsis ciliata
Scolopsis ciliata är en fiskart som först beskrevs av Lacepède 1802.  Scolopsis ciliata ingår i släktet Scolopsis och familjen Nemipteridae. Inga underarter finns listade i Catalogue of Life.